# Circuit à détection de charge
Pour les articles homonymes, voir Load.
 (juillet 2009).
Si vous disposez d'ouvrages ou d'articles de référence ou si vous connaissez des sites web de qualité traitant du thème abordé ici, merci de compléter l'article en donnant les références utiles à sa vérifiabilité et en les liant à la section « Notes et références ».
 (septembre 2014).
Le circuit à détection de charge (en anglais, load sensing circuit) est un circuit hydraulique qui mesure une charge (pression ou effort) et adapte le débit et la pression d'un appareil (généralement une pompe ou un piston) au besoin de l’installation, afin d’en optimiser le rendement.

## Éléments constitutifs
Généralement une pompe oléohydraulique à débit variable à circuit ouvert, dont la cylindrée est commandée par une balance de pression, et d’un appareil de réglage du débit, pouvant être :
- un limiteur de débit fixe ou réglable ;
- un distributeur à commande proportionnelle ;
- un gicleur.

## Application
Ce type de circuit convient parfaitement pour les installations dont la vitesse réglée du récepteur ne doit pas être influencée par les variations de pression liées à la charge en mouvement.
On peut en conclure qu’il est régi par la loi d’écoulement au travers d’une section.
Formule pratique :{\displaystyle Q=S*C*60*{\sqrt {\frac {2}{\rho }}}*{\sqrt {\Delta {P}}}}
- Q= débit en l/min.
- S= section de l’orifice cm².
- ρ= Masse volumique du fluide kg/mm³.
- ΔP= différence de pression aux bornes de la section réglée en bar.
- C= coefficient d’orifice (de l’ordre de 0.72).

## Représentation schématique

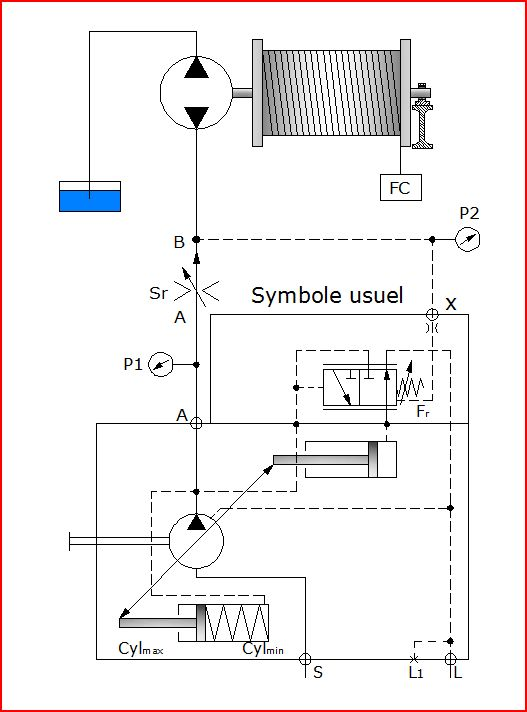
Schéma hydraulique d'un circuit à détection de charge

La consommation du récepteur est réglée par le limiteur de débit SR. La pression du circuit liée à la charge, en aval du limiteur de débit est dirigée dans la boîte à ressort du tiroir de commande de la cylindrée de la pompe. Elle s’additionne à la pression du ressort.
Le réglage de la pression du tiroir de commande (balance de pression) est maintenant déterminée par la pression du ressort à laquelle vient s’ajouter la pression de travail.
La différence de pression P1-P2 aux bornes du limiteur de débit est donc constante.
Elle prend la valeur définie par la force du ressort Fr du tiroir de commande (balance de pression).
Le débit qui traverse le limiteur de débit reste constant quelle que soit la pression du récepteur car la -ΔP- (différence de pression) aux bornes du limiteur reste constante.